# ヒンツェルマン

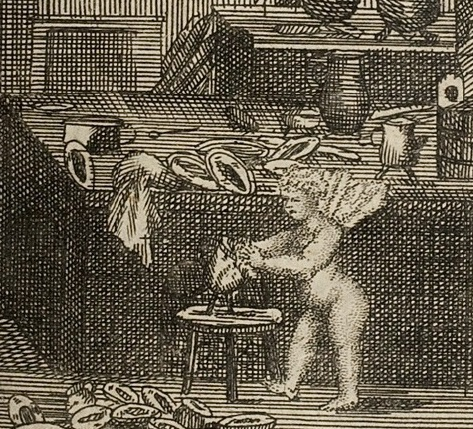
有翼のヒンツェルマンがフーデミューレン城の台所で物磨く)―Der vielförmige Hintzelmann, Feldmann (1704), Ch. 12

ヒンツェルマン（Hinzelmann、Hintzelmann）、またはカーターマン（katermann）、カッツェンヴェイト（katzenveit）は、北ドイツの伝承にあるコボルトの一種。善悪（働き者と悪戯好き）の性格をあわせもつ家の精霊。
ニーダーザクセン州のフーデミューレン城にとりついた物語が知られる。
ヒンツ、ヒンツェはドイツ版『狐物語』にもみえるように猫の定番名であるので、「ヒンツェルマン」は猫の形態をとることへの言及とされる。ただし『変幻多彩なヒンツェルマン』1704年刊行本の物語においては白い羽、黒い貂、大蛇に変身して見せている。また、同書では有翼の裸の子供のような恰好で銅版画に書かれる場面が多いが、人間の子供と交わるときは絹ジャケットを着た金髪の子供に見えるが、不可視の精霊の顔を触れると冷たく骨のようだとされる。
ケルン市のお手伝い精霊ハインツェルマン（ハインツェルメンヒェン）とは今では明確に区別されている

## 版本と時代背景
ヒンツェルマンの物語は、マルクヴァルト・フェルトマン司祭（Pfarrer Marquart Feldmann）が1584–1589年間の記した日記の内容が底本になっている。のちに本『変幻多彩なヒンツェルマン』（初版1700年、1704年本はいずれも汎元所在地無記載 、1718年版ライプチヒ本）として三度、十二折本で刊行されている。
のちにグリムのドイツ伝説集「ヒンツェルマン」として抄録しているが、この『変幻多彩なヒンツェルマン』1704年版刊行本を唯一の典拠とする。
ルートヴィヒ・ベヒシュタイン編著『ドイツ伝説集』（1853）にも転載される。
ヒンツェルマンが取りついたとされるフーデミューレンの古城は、三十年戦争（1618–1648年）のあいだ、避難所として使われてはいたが、そのご領主が廃城としており、刊行本の1700年初頭頃には、まったくの廃墟と化し、ヒンツェルマンが躍動したという部屋べやの跡形すら見つけられなかった。

## 名称
ヒンツェルマンは、同様な名前の精霊と、猫にちなむ名前の精霊とで考察されており、猫関係の名前であるとヤーコプ・グリムの『ドイツ神話学』で考察されている。ヒンツェルマンの他に、ハインツ系の精霊名、以下詳述や、カッツェンヴェイト（「猫霊」?）等は、「猫の姿にちなむコボルト名称」として、『ドイツ俗信事典』（HdA）に列挙されている。
他にも似た名前として、ハインツェ（Heinze）という山の精霊が挙げられる。
このハインツェについて （じっさいは「ヒンツェルマン」の「ヒンツ、ヒンツェ」などもそうだが）、ハインリヒの指小形である、とグリムは述べる。ただし厳密にいうならば人名の短縮形（ドイツ語: Kosename）というべきである。
グリムの考察では、これら似たような系統の精霊名（heinzelman, hinzelman, hinzemännchen）は、カーターマン（katerman 「雄猫男」；「ターターマン」の、異本にある異表記）と関連性がみいだせるとしている。

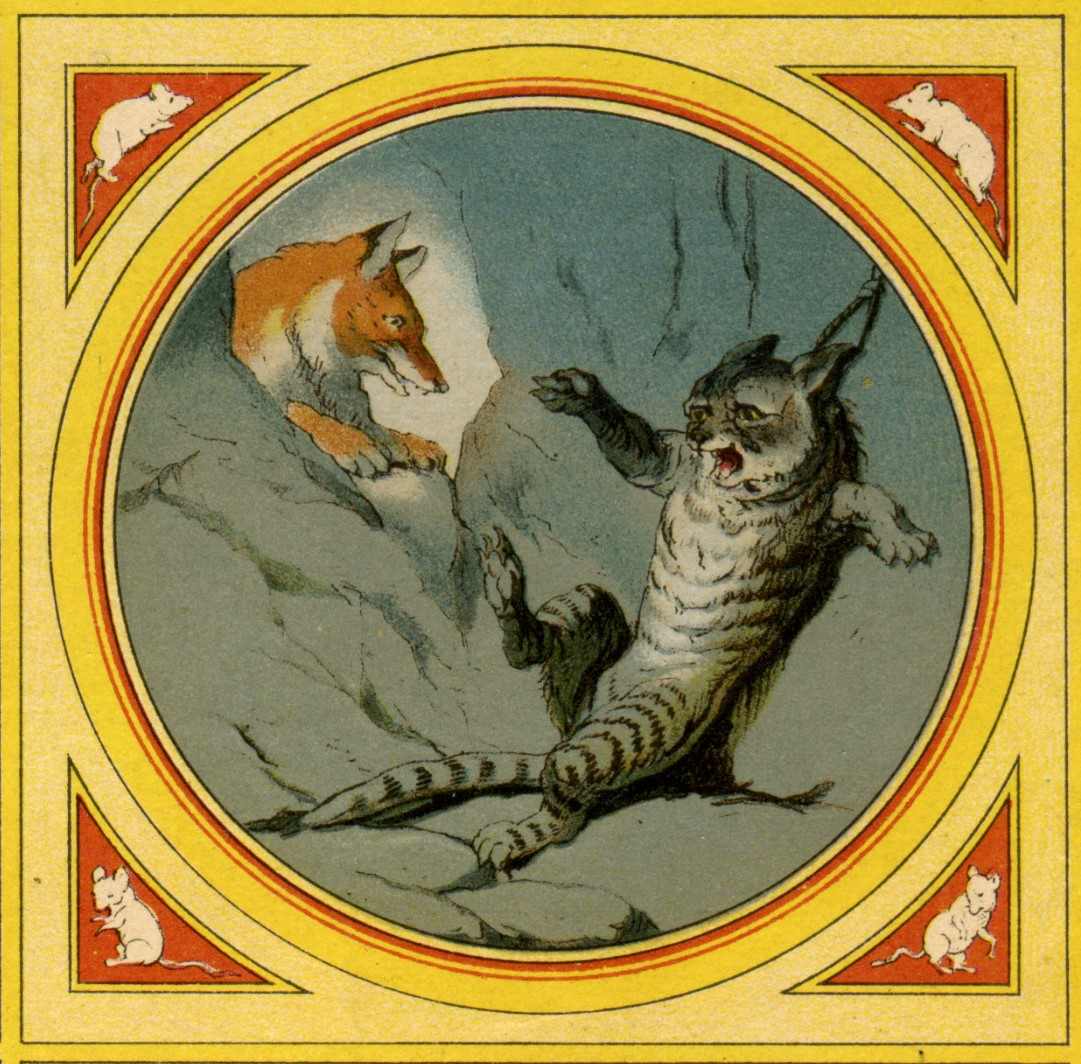
猫のヒンツェ―フェードル・フリンツァー画（1880年）。ドイツ版『狐物語 Reineke Fuchs』、Lohmeyer; Bormann 共編より

その理由づけだが、グリムの考察では「ヒンツ」・「ヒンツェ」は猫の定番名であり、そのことは、ドイツ版狐物語『ライネケ・フックス』の猫がヒンツェであることからも推し量ることができるという（⇒右図参照）。また、ヒンツ等（Hinz, Hinze, or Heinz）に関しては、「猫男」的な伝承があるとされ、ドイツの地方によっては小型の獣人（Tiermännchen）の俗信がある。これは、英国でもトムキャット（"tomcat"）にも似たような伝承があると考察される。
さらには童話の長靴をはいた猫と、家の精霊は、いずれもお手伝い的な役割をはたす存在であるとしてグリムが類似性を指摘する。ヒンツェルマンと同じ亜種というわけではないが、「シュティーフェル」（Stiefel、「長靴」の意）という家の精霊もいるという。
ひとつの注意点として、グリム神話学はヒンツェルマンやハインツェルマンなど同様な名前の精霊を同系にみなしがちだが、ケルン市のご当地精霊であるハインツェルメンヒェンは、いまではヒンツェルマンとは性格的にも容姿的にも区別できる、と『ドイツ語語源辞典 Etymologisches Wörterbuch der deutschen Sprache』（2012年版）には解説されている。

## 版本伝説

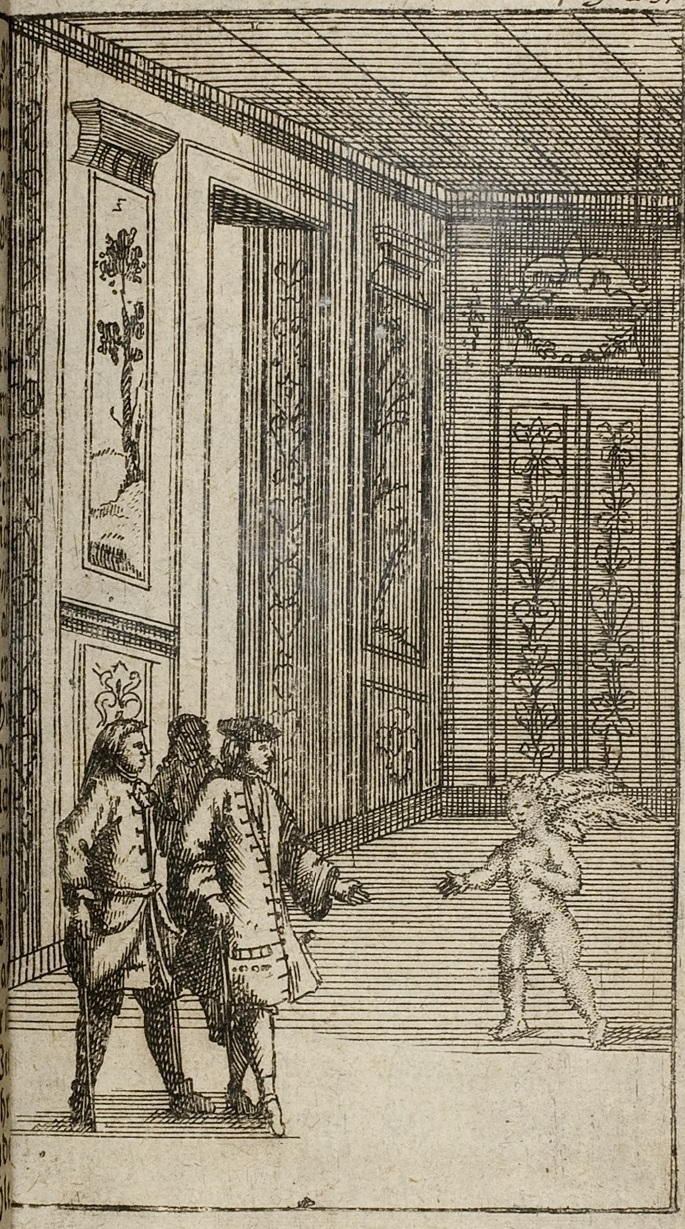
有翼のヒンツェルマン―フェルトマン『変幻多彩なヒンツェルマン』（1704年本）、2章

ヒンツェルマンの物語は、マルクヴァルト・フェルトマン司祭（Pfarrer Marquart[Marcqvart] Feldmann）が1584–1589年間、ニーダーザクセン州アイッケローに赴任中につけた日誌に基づいている。その日誌からおこした『変幻多彩なヒンツェルマン』（1704年版刊行本）を元に、グリムのドイツ伝説集「ヒンツェルマン」として抄録されたことは既に述べた。そのあらまし（主なエピソード）は、次のようなものである。
ヒンツェルマン（Hinzelmann、原典では Hintzelmann とつくる）が、ニーダーザクセン州フーデミューレン城に取りついたのは1584年のこととされる。最初は、城館内で騒音を鳴らすことで、その存在をあきらかにしていた。そのうち、使用人に語りかけるようになり、人間が次第に慣れてきて物怖じなくなると、自分の身のうちを明かすようになった。精霊が語るに、自分の名はリュ―リング（Lüring）といい、妻の名はヒレ・ビンゲルス（Hille Bingels）と言った。かつてはベーマーの森山地に 住んでいた。銅版画では、この精霊がキューピッドや天使のような、羽根をもった子供のような姿で描かれる（右図参照）。
精霊に憑かれて、城主は、いったんハノーファーまで馬車に乗って退避しようとしたものの、白い羽に変身した精霊に追随されていた（ウィリー・ポガニーの挿絵を参照）)。宿につくと、黄金の鎖を紛失したのを宿の下働きに嫌疑をかけてしまうが、精霊が現れて枕の下にある、と諭す。精霊から逃げるのは無駄と知り、城主はとんぼ返りに自宅に戻ることにした。

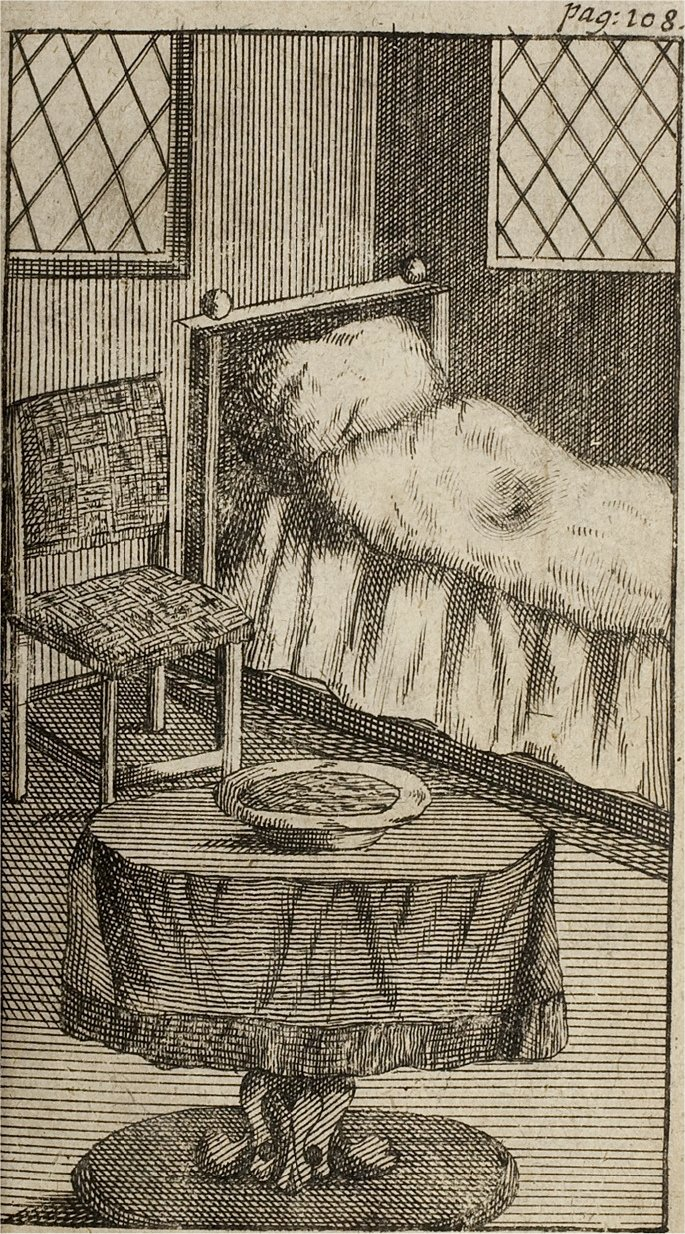
凹んだベッド、椅子、およびパンを散らしたミルク入りの鉢が置かれたテーブル―フェルトマン『変幻多彩なヒンツェルマン』（1704年本）、10章

ヒンツェルマンは、勤勉に館のの雑務をこなす。とくに厨房では食器や皿洗いをし、紛失物を回復し、厩舎では馬の毛づくろいをした。助言や激励の言葉をかけたりもしたが、無視すると棒で打ってくる。自分の部屋があてがわれていて、椅子、テーブル、ベッドが備わっていた。ベッドは猫の寝跡のようにいつも窪んでいた（右図参照）。
料理人や使用人は、鉢に甘いミルクを注ぎ、白パンをちぎって散らして、ヒンツェルマン用のテーブルに毎日用意しておかねば、ただでは済まなかった。そののち鉢は綺麗に平らげられていたという。
ヒンツェルマンは、物が紛失すると、そのありかを言い当てることが出来て役に立っていた 。また口癖のように「おら居させてくれれば福の門、おら追い立てれば禍の門」というような意味の、脚韻を踏んだ歌を口ずさむのであったが、これは、精霊を追い出そうとした某貴族にあてつけて歌われたものかもしれない。また、ヒンツェルマンは、ヘニング・シュタインホフ（Henning Steinhoff）という横柄な秘書を 、箒の柄で、しこたま叩きのめした（しかも房中で女中と睦んでいるところを）。ヒンツェルマンは、このことを自慢吹聴する韻文も創作しており、嬉々として旅人に歌ってみせたという。
ときたま、城主との食卓に列席しようとする。すると使用人は、ヒンツェルマン用の食器や銀器をならべて、見えない相手に食事を給仕しなくてはならない。それをせずに済まそうとすると怒りを買う。ヒンツェルマンは、トリクスターではあったが、たいがいの悪戯はさしたる害もない、たわいないものであった。この点、英国の伝承にある英国のパック（や同種のロビン・グッドフェロー）とも比べられる、とある英訳の再掲文では解説している。ヒンツェルマンがやらかした悪戯で、泥酔した男らをつねって、喧嘩をおっぱじませたことがある。
ヒンツェルマンは、ある陸軍大佐に、日々の狩猟には気を付けるように言い渡したが、男は忠告を無視しているうちに、あるとき銃が暴発して親指を吹き飛ばした。
ヒンツェルマンは、ファルケンベルクの城主の最期を言いあてたこともある。なにかと精霊を挑発したりからかったりする男だった。癪に障った精霊は、男の帽子がマグデブルクで吹っ飛ぶだろう、と言いわたし、暗に死の宣告を受けたファルケンベルクを愕然とさせた。じっさい、マクデブルクの戦い（1550–1551年の包囲戦）で、当代のファルケンベルクは顎を吹き飛ばされて死んだ。これが事実だとすれば、精霊は1550年頃からすでに城に居着いていたことになる。
あるときは、壺を塞いでヒンツェルマンをまんまと中に閉じ込めたと思い込んだ貴族を出し抜いている。そして、「お前が莫迦者だってことは周知の事実なのさ、そのうち少しばかり仕返ししてやるかならな」と約束をたてた。
ヒンツェルマンは、、城館に住むアンナとカトリーネという二人の貴族女性（城主とは兄と姉妹）が、とりわけお気に入りだった。どこに行こうとも（例の白羽の擬態を使って）ついていこうとした。求婚者らをことごとく恐怖で追い払い、二人は生涯独身だったが、長寿をまっとうした。
ある貴族が精霊を追い払おうとしたが、失敗。捕獲を企てたが、精霊は黒い貂の姿や、とぐろをまいた大蛇の姿をみせて翻弄した。また、専門職の祓魔師（エクソシスト）がやってきて呪文を唱えたが、祈祷書をひったくりずたずたに破いてしまった。 術師はカルトジオ会僧院（Karthaus）の派遣者だったが、これをぎゅっと掴んだり、引っ掻いたり、散々な目に合わせた。そして自分も悪ではなくキリスト教者なのだから（自己紹介のくだりで、母はキリスト教者だとしている）、このままいさせてちょっかいは出さないで欲しい、と感慨した。
あるとき晩餐に招かれた貴族が、精霊用の席が設けられていることに異議を申し立て、精霊の名誉に献じて乾杯することを拒否した。ヒンツェルマンは、貴族の顎下のバックル付きストラップ（Schnallriemen、当時、背に羽織るクロークをくくり付けるためのもの）を掴んで床に引きずり下ろし、死ぬほど喉を締め付けた。

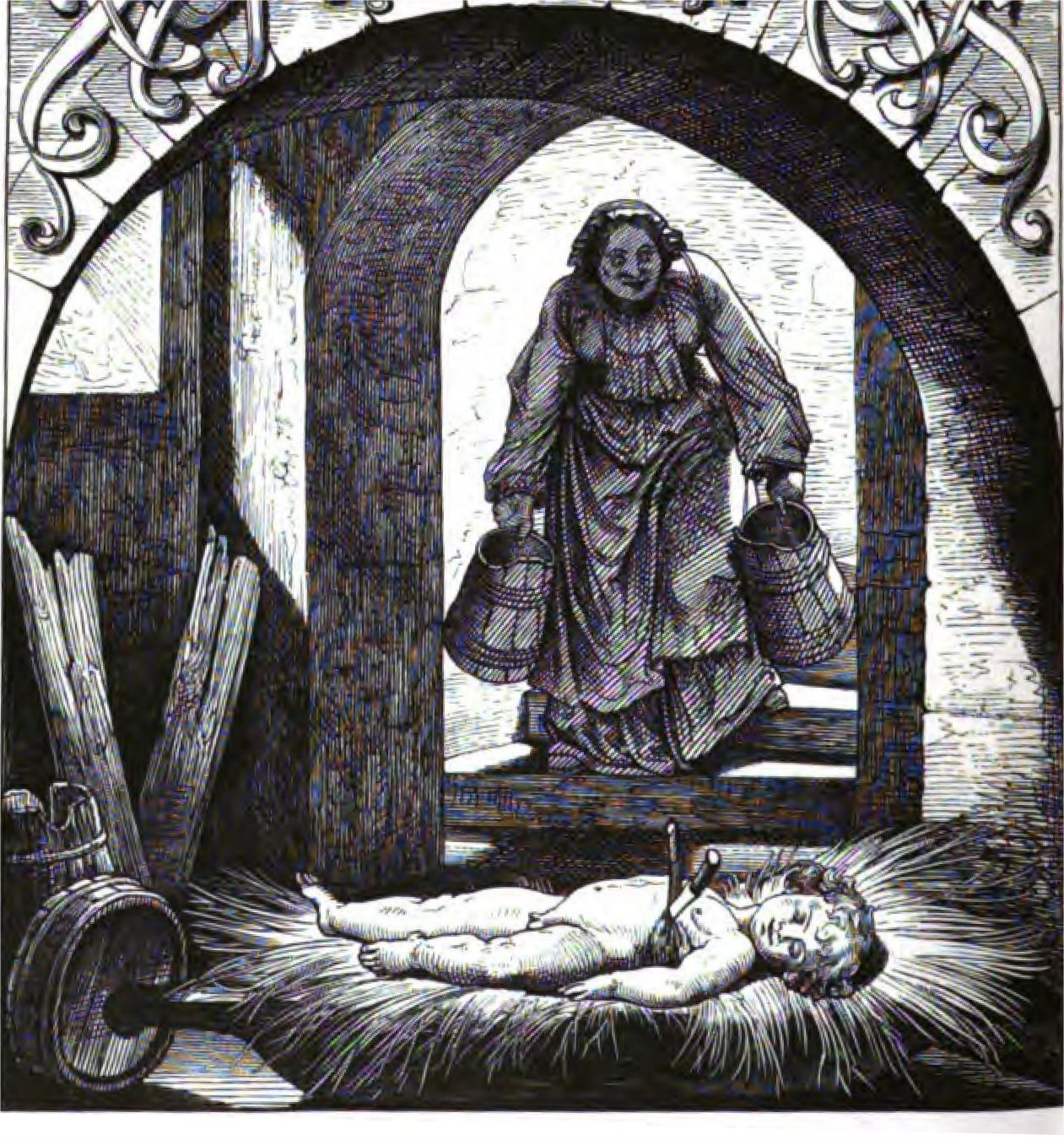
料理女が水桶を二つ提げて穴蔵に行くと、ヒンツェルマンに会えるはずが、ナイフの刺さった死児を見る―アドルフ・エアハルト画、ベヒシュタイン編（1853）『Deutsches Sagenbuch』第275話「Hinzelmann」所収

ヒンツェルマンは、姿を現すことはまれであったが、幼い子供らや痴呆者の前には姿を見せたという。そのときは、サミット (絹織物)の赤ジャケットを着た、金髪の巻毛の髪をした四歳児のような容姿であった。また、ある料理女にしつこく真の姿を見せろと言われてついに承諾したが、女が指示通り水桶を二つ提げて地下貯蔵室（穴蔵、Keller）に逢いに行くと、そこには"心臓に二本の小刀（）がぶっちがいに突き刺さっ"た、三歳児くらいの遺体が転がっていて（⇒右図参照）、女は気絶したが、手持ちの水をかけられ蘇生した。
城主も、いまだ正体を見たことがなかったので、うまく言いくるめてヒンツェルマンを掴むことに成功した。その手はまるで幼児のようであった。さらに頼み込んで顔を触れさせてもらうと、歯ばかりなのか、皮膚の無い頭蓋骨なのか、そういう肌触りだった。手からも顔からもまったく体温が感じられなかった。フェルトマン司祭本人も、14、15歳の年齢のときに目撃したのだという。それは、階段を走りあがる「透明な影」のようなもので、実体をもったようではなかったが、衣服や色合いなどは見極めることができたという。 
ヒンツェルマンは、いずれ別れるときのため、三種類の記念品を、城主とアンナとカトリーネに渡していた。。 そして1584–1588年の4年間を費やしたあげく、フーデミューレンを退去した。
精霊は、去る際になって、この一家の二人の者が死んだ際にはまた舞い戻ると宣言していたが、フェルトマン司祭によればその予言は実現しなかった。ヒンツェルマンはアンナとカトリーネの行先のリューネブルク地区のエストルプ城 （じつはホーヤ伯爵領）までついていった。だがいずれ、ヨハン3世 (スウェーデン王)への奉仕を終えて帰ってきた城主によって追い出されたという。

## アイレンブルクの町おこし
ザクセン州アイレンブルクも、当地につたわる「小びとの民の結婚式」伝説（原題：Des kleinen Volkes Hochzeitsfest、グリム『ドイツ伝説集』第31篇）にちなみ、この小びとの民を「ハインツェルメンヒェン」とした町おこしをおこなっている。マスコットとして「ハインツ・エルマン」というハインツェルマンをパロディーしたご当地キャラクターも披露している。

## 大衆文化
ヒンツェルマンはニール・ゲイマンの小説『アメリカン・ゴッズ』に登場し、ウィスコンシン州レイクサイドを経済的崩壊から守っている。その代わり、年一度、未成年の人身御供を要求している（町民はあずかり知らない）。架空の設定では、ローマ侵攻まではドイツの黒い森に住んでいた遊動民の部族によって神格化された、子供の姿をしたコボルトとされる。元は生贄にされた子供であった。
ヒンツェルマンは、ローラ・フランコス作の短編「A Late Symmer Night's Battle」（『Turn the Other Chick』所収）での主悪役である。コボルトの軍を率いて、オーベロンとティターニアが統べるイギリスの妖精国に攻め入る。